# Tysmenycja
Tysmenycja (in ucraino Тисмениця?) è una città ucraina (8 958 abitanti) nel distretto di Ivano-Frankivs'k, nell'oblast' di Ivano-Frankivs'k. Ospita l'amministrazione della comunità territoriale di Tysmenycja, una delle comunità territoriali dell'Ucraina
Fino al 18 luglio 2020 Tysmenycja è stata il centro amministrativo del distretto di Tysmenycja, abolito come parte della riforma amministrativa dell'Ucraina, che ha ridotto a sei il numero dei distretti dell'oblast' di Ivano-Frankivs'k. L'area del distretto di Tysmenycja è stata fusa nel distretto di Ivano-Frankivs'k.